# Der Boden unter den Füßen
Pour plus de détails, voir Fiche technique et Distribution.
Der Boden unter den Füßen est un film autrichien réalisé par Marie Kreutzer, sorti en 2019.

## Fiche technique
- Titre original : Der Boden unter den Füßen (litt. « Le sol sous mes pieds »)
- Réalisation et scénario : Marie Kreutzer
- Direction artistique : Andreas Sobotka
- Costumes : Monika Buttinger
- Photographie : Leena Koppe
- Montage : Ulrike Kofler
- Musique : Kyrre Kvam
- Pays d'origine :  Autriche
- Format : Couleurs - 35 mm - 2,35:1 - Dolby Digital
- Genre : drame
- Durée : 108 minutes
- Dates de sortie :
  - Allemagne : 9 février 2019 (Berlinale 2019)
  - Autriche : 22 mars 2019

## Distribution
- Valerie Pachner : Lola
- Pia Hierzegger : Conny
- Mavie Hörbiger : Elise
- Michelle Barthel : Birgit
- Marc Benjamin : Sebastian
- Dominic Marcus Singer : Jürgen

## Distinction

### Récompense
- Festival international du film de femmes de Salé 2019 : Grand Prix

### Sélection
- Berlinale 2019 : sélection en compétition officielle.